# Ursula Bogner
Unter dem Namen Ursula Bogner erschienen seit 2008 zwei Musikalben mit elektronischer Musik auf Jan Jelineks Plattenlabel Faitiche. Laut Auskunft des Labels handelt es sich bei Ursula Bogner um eine reale Privatmusikerin. Von verschiedenen Musikjournalisten wurde Bogner hingegen als „Erfindung Jelineks“ bzw. ein „Pseudonym“ des Musikers bezeichnet.

## Geschichte
Laut Auskunft des Labels wurde Bogner 1946 in Dortmund geboren und zog im Alter von 19 Jahren nach West-Berlin, um dort Pharmazie zu studieren. Danach soll Bogner für die Schering AG tätig gewesen sein. Privat entwickelte sie ein starkes Interesse für Musique concrète und elektronisch produzierte Musik und verfolgte die Aktivitäten des Studios für elektronische Musik in Köln. Sie besuchte Seminare des Studio-Gründers Herbert Eimert und begann ab Ende der 1960er Jahre mit der Produktion eigener Musikstücke, die sie auf Tonband aufnahm. Daneben beschäftigte sie sich mit Malerei und der Linolschnitt-Technik. In späteren Jahren entwickelte sie ein Interesse für die von Wilhelm Reich postulierte „primordiale kosmische“ Energie des Orgon. Sie soll 1994 in Berlin verstorben sein.
Der aus der Ehe entsprungene Sohn Sebastian Bogner soll Jelinek während eines Fluges kennengelernt haben, woraufhin Jelinek sich entschloss, die Musik Bogners der Öffentlichkeit zugänglich zu machen. Das erste Album Recordings 1969-1988 erschien 2008, das zweite Album Sonne = Black Box im Jahr 2011. Bereits das erste Album erhielt sowohl in nationalen wie in internationalen Musikmedien gute bis sehr gute Kritiken.
Jelinek führte einen Teil der Bogner-Komposition Schleusen (sonor) als „concert for six signalgenerators“ bereits zweimal live mit Gabriele „Mo“ Loschelder, Andrew Pekler, Tim Tetzner, Kassian von Troyer und Holger Zapf auf (Dezember 2009 in der Galerie Laura Mars Grp. Berlin; Februar 2011 im Festsaal Kreuzberg im Rahmen der CTM11).

## Publikationen

### Alben
- 2008: Ursula Bogner – Recordings 1969-1988 (Faitiche)
- 2011: Ursula Bogner – Sonne = Black Box (Faitiche)

### Singles & EPs
- 2010: Ursula Bogner – Pluto Hat Einen Mond (7" Single; Maas Media Verlag/Faitiche)

### Bücher
- 2011: Ursula Bogner – Sonne = Black Box (Buch/CD; Maas Media Verlag/Faitiche)

## Einzelausstellungen
- 2009/2010: Ursula Bogner – Pluto Hat Einen Mond, (Laura Mars Grp., Berlin)
- 2011: Jan Jelinek, Ursula Bogner, Nik Laessing – Mélodie : toujours l’art des autres , (CEACC, Strasbourg)